# Berżera

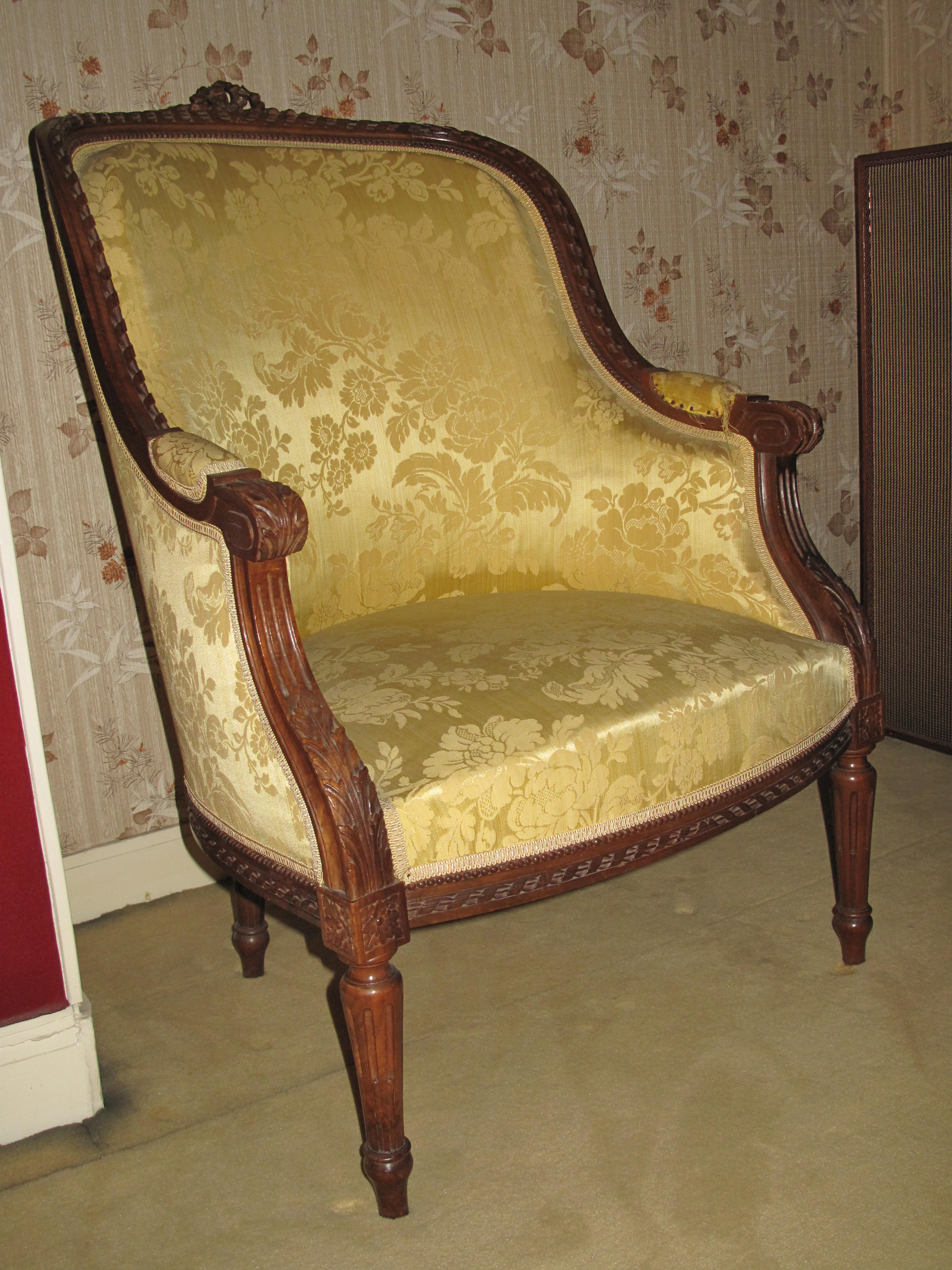
Berżera w stylu Ludwika XVI

Berżera (od fr. bergère – pasterka) – rodzaj głębokiego fotela rokokowego, typowego dla meblarstwa w stylu Ludwika XV i Ludwika XVI.
Jego cechami charakterystycznymi było pełne, zaokrąglone, nieco cofnięte oparcie (zaplecek), również nieco cofnięte i lekko rozchylone ramiona oraz niskie siedzisko z narzuconą luźno poduszką.
Mebel był miękko tapicerowany włącznie z ramionami. Pierwotnie obijano go tkaninami ze scenami pasterskimi (skąd nazwa). Stosunkowo szerokie i głębokie siedzenie oraz odpowiednio ukształtowane ramiona dostosowane były do ówcześnie panującej mody na krynoliny. Krzywiznę nóg typową dla wcześniejszego stylu zastąpiono później żłobkowanymi pionowo nogami prostymi.
Berżera pojawiła się w meblarstwie francuskim ok. 1735, następnie rozpowszechniła się w całej Europie. Wyposażoną w boczne skrzydła przy zaplecku zwano bergère à confessional, zaś odmianę poszerzoną na dwie osoby – markizą. Wypoczynkowa berżera z przedłużoną płaszczyzną siedzeniową tworzyła składany szezlong, krótką leżankę z oparciem przy wezgłowiu.
Wśród wielu odmian tego mebla wyróżniano także:
- gondole bergère;
- bergère à chapeau;
- bergère voyeuse (bergère ponteuse);
- bergère à oreilles;
- bergère à la turque;
- bergère d'officier[2].